# Perillartin
Perillartin ist ein chiraler racemischer Süßstoff, der das (E)-Oxim des Perillaaldehyds darstellt. Seine Süßkraft ist ungefähr 2.000-mal so groß wie die der Saccharose. Die Wasserlöslichkeit ist gering, darüber hinaus hat es einen bitteren Beigeschmack. Als Süßstoff wird es vorwiegend in Japan verwendet. Der Perilla-Aldehyd ist der Hauptbestandteil des ätherischen Öls der Perilla-Pflanze (auch Sesamblatt genannt).

## Isomerie
Das Oxim des Perillaaldehyds besitzt eine Kohlenstoff-Stickstoff-Doppelbindung mit (E)- oder (Z)-Anordnung. Daneben gibt es in diesem Molekül ein weiteres stereogenes Zentrum, das (S)- oder (R)-konfiguriert sein kann. Folglich gibt es vom Oxim des Perillaaldehyds vier Stereoisomere: Die (E,S)-Form und die dazu spiegelbildliche (E,R)-Form sowie die (Z,S)-Form und die (Z,R)-Form. Der Süßstoff Perillartin wird als Racemat (1:1-Mischung) aus (E,S)-Form und der spiegelbildlichen (E,R)-Form eingesetzt. Die (Z,S)-Form und die (Z,R)-Form besitzen keine praktische Bedeutung.
In der wissenschaftlichen Literatur gibt es widersprüchliche und verwirrende Angaben über die Strukturformeln und die korrekte chemische Nomenklatur von Perillartin. Inzwischen wurde die Strukturformel spektroskopisch und durch Röntgenstrukturanalyse zweifelsfrei aufgeklärt.

## SRI Oxim V

Oxim V

Oxim V (engl. SRI Oxime V) ist ein Analogon des Perillartins, das zwar nur 450-mal süßer ist als Saccharose, aber dafür wasserlöslicher. Oxim V hat keinen unerwünschten Nachgeschmack, daher wird es als Alternative zu Perillartin diskutiert.

## Externe Links zu erwähnten Verbindungen
1. ↑  Externe Identifikatoren von bzw. Datenbank-Links zu Oxim V:  CAS-Nr.: 59691-20-2, PubChem: 9577332, ChemSpider: 7851769, Wikidata: Q90570894.